# Grafoskop
Grafoskop je elektro-optična naprava za projekcijo nepremičnih slik občinstvu.

### Delovanje
Osnovo sestavljajo v nosilnem okvirju oz. ohišju nameščeni sestavni elementi, katerih medsebojno delovanje oziroma sama njihova postavitev poskrbi za efekt prenosa neke slike, projekcije. Glavni sestavni deli grafoskopa so halogenska žarnica pod katero je sferično zrcalo, nato pride leča, ki še dodatno poveča snop svetlobe in ga usmeri proti Fresnelovi leči. Seveda je za delovanje aparata potreben  še ventilator  za hlajenje,  saj se razvijajo velike temperature. Nad lečo,  pritrjena na drog, sta  objektiv in ogledalo, ki preusmerita svetlobo naprej proti platnu na katerem se prikaže slika.
Slike za prikazovanje z grafoskopom so natisnjene na prosojnicah iz acetatnih vlaken in položene na objektno steklo nad Fresnelovo lečo. Ogledalo omogoča, da predavatelj gleda vsebino obrnjeno proti sebi in lahko tudi piše po prosojnici, občinstvo pa jo vidi naravnost naprej na platnu. Lečo z ogledalom je mogoče prilagajati po višini, kar omogoča izostritev in povečevanje oz. pomanjševanje slike. Grafoskopi so uporabni predvsem zato, ker lahko predavatelj piše po prosojnici s flomastrom in dela na manjši površini, kot če bi pisal po tabli.
V zadnjem času grafoskope nadomeščajo videoprojektorji, večji monitorji, vizualizatorji, interaktivne table in druge naprave za prikazovanje slik z osebnih računalnikov. 
Proizvodnja grafoskopov se je v obdobju zadnjega desetletja 20. stoletja večinoma preselila iz Evrope na Kitajsko, imamo pa v Sloveniji še enega redkih evropskih proizvajalcev teh naprav in sicer podjetje Vega International d.o.o.. 

## Praktična uporaba grafoskopa
Grafoskopi omogočajo predstavitev povečanih slik večjemu občinstvu. Za to uporabljamo prosojnice ali na rolo navito folijo. Vse kar imamo napisano ali natisnjeno na papirju lahko skopiramo na prosojnico z uporabo kopirnega stroja. Ravno tako lahko tiskalniki tiskajo direktno na prosojnico. Predavatelji tekom predavanj lahko tudi direktno pišejo na prosojnice in folije. Sliko je najbolje projicirati na projekcijsko platno, a če ga nimamo zadostuje tudi ravna bela stena. Zaradi enostavne uporabe in relativno nizke cene se grafoskop veliko uporablja v šolah. Do nedavno je, posebej prenosni grafoskop, bil priljublen pripomoček skoraj pri vseh predstavitvah.
V letih 1980 - 1990 so bili popularni tudi LCD paneli (prikazovalniki s tekočimi kristali) s pomočjo katerih se je prenašala slika z osebnih računalnikov na platno. LCD panel, ki je vgrajen v posebno ohišje, se postavi na objektno steklo gafoskopa,  enako kot klasični monitor se poveže z osebnim računalnikom in na ta način se projecira slika iz računalnika na projekcijsko platno. Nekaj let pozneje so izdelani grafoskopi ki so v svojem ohišju imeli vgajen LCD panel in računalnik (PC-grafoskop). Zaradi previsoke cene in razvoja videoprojektorjev se razvoj grafoskopov v tej smeri ni nadaljeval.

## Tipi grafoskopov
V splošnem se ločijo grafoskopi glede na optično zasnovo. Razvrstijo se v tri osnovne skupine. Presevni grafoskop, Presevni grafoskop z notranjim zrcalom in Zrcalni grafoskop.
Glede na mehansko izvedbo grafoskope lahko razdelimo na prenosne in namizne. Prenosni so tisti, ki so lahke izvedbe in jih je mogoče zložiti v obliko primerno za prenos. Tu uporabimo zrcalno optično zasnovo in presevno z notranjim zrcalom. Namizni grafoskopi so večji in težji.

### Presevni grafoskop
Presevni  tip se uporablja za vse vrste projekcij in uporablja različne kombinacije žarnic in objektivov.

### Presevni grafoskop z notranjim zrcalom
Presevni grafoskop z notranjim zrcalom deluje enako kot presevni grafoskop. Notranje zrcalo le ulomi optično os. Na ta način omogoči nižje ohišje, kar ga naredi bolj primerno za prenosne grafoskope. 

### Zrcalni grafoskop
Zrcalni tip se uporablja skoraj izključno v prenosnih grafoskopih, ima pa nekatere omejitve.
Tega tipa grafoskopa ni mogoče uporabljati za projeciranje tekoče kristalnih prikazovalnikov, pojavi se učinek dvojne slike. Pri enakih optičnih delih je izkoristek nekoliko nižji od presevnih grafoskopov.

## Sestavni deli grafoskopa

### Sferično zrcalo
Sferično zrcalo se nahaja v ohišju grafoskopa in je del osvetlitvenega sistema. Nameščeno je pod žarnico in preusmeri svetlobo nazaj v osvetlitveni sistem, ker bi drugače bila izgubljena. Na ta način bistveno poveča izkoristek svetlobe. Nekatere žarnice so že narejene skupaj z zrcalom, v tem primeru dodatnega sveričnega zrcala ne potrebujemo.
Glede na kvaliteto in izdelavo imamo različna sferična zrcala.
Aluminijasta zrcala so narejena iz AL-pločevine z visokim sijajom, imajo povprečno vrednost refleksije in jih uporabljamo v vseh projektorjih.
Aluminizirana steklena zrcala so iz stekla, naparjena z aluminijem in imajo dobro odbojnost, še posebej so uporabni za  zrcalne grafoskope.
Hladna zrcala, to so steklena sferična zrcala z naparjenim hladnim zrcalom. Imajo zelo dobro odbojnost v vidnem delu spektra in prepuščajo infrardeči del svetlobe. To zagotavlja najmanjše možno segrevanje objekta, uporablja se jih za žarnice z veliko močjo.

### Žarnica
Žarnica skupaj s sferičnim zrcalom in kondenzorjem (opcija) tvori osvetlitveni sistem grafoskopa, ki se nahaja v ohišju grafoskopa. Uporabljamo halogenske in plinske žarnice.
Halogenske imajo volframovo nitko in stekleno bučko napolnjeno s ksenonovim ali kriptonovim plinom.Imajo dober svetlobni izkoristek in barvno temperaturo okoli 3400 K, ki je prijetna za človeško oko.
Plinske žarnice imajo namesto nitke dve elektrodi, svetijo ionizirani plini. Bučka je napolnjena s kovinskimi in halogenskimi elementi.Plinske žarnice imajo zelo dober izkoristek in barvno temperaturo okoli 6000 K, ki je blizu dnevni svetlobi. Imajo dolgo življenjsko dobo in jih uporabljamo za grafoskope z večjo svetilnostjo.

### Kondenzor
Kondenzor je  zbirna leča. Postavjen je nad žarnico zato, da zbere več svetlobe. Rezultat tega je svetlejša slika grafoskopa, pri enaki moči žarnice. Uporablja se kot opcija v določenih modelih grafoskopa. 

### Fresnelova leča
Fresnelova leča je vgrajena v ohišje grafoskopa, na predpisani razdalji nad osvetlitvenim sistemom.  Narejena iz prozorne plastične mase. Ima niz koncentričnih prizem, ki delujejo kot leča. Njena naloga je, da zbere svetlobo in jo pošlje skozi objektiv na zaslon. V presevnih grafoskopih je nad fresnelovo lečo nameščeno objektno steklo. Pri zrcalnih grafoskopih  fresnelova leča nadomešča tudi objektno steklo.
Uporabljamo tri tipe fresnelovih leč. Presevne fresnelove leče, Presevne fresnelove leče z manjšim sipanjem in Zrcalne fresnelove leče.
Presevna fresnelova leča je sestavljena iz dveh skupaj zlepljenih fresnelovih leč različnih fokusov. Presevna fresnelova leča z manjšim sipanjem, je posebej obdelana, da zmanjša sipanje svetlobe na objektnem steklu.
Zrcalna fresnelova leča je sestavljena iz  aluminijaste plošče in plastične leče na njej. Delovanje je podobno kot pri presevni leči, razlika je v tem, da zrcalna leča istočasno zbira in odbija svetlobo.
Zato sta žarnica in objektiv na isti strani. 

### Objektno steklo
Objektno steklo je tudi del ohišja grafoskopa. To je površina kamor pri projiciranju postavimo prosojnico ali folijo. Običajno je standardne velikosti A4 (285x285 mm) ali 10x10 (col). Možne so tudi nekatere nestandardne bvelikosti. V presevnih grafoskopih se za objektno steklo uporablja ravno steklo, brez vidnih napak (mehurčki, praske). Pri zrcalnih grafoskopih ni objektnega stekla, prosojnico se postavi na fresnelovo lečo.

### Projekcijski objektiv
Objektiv skupaj z odbojnim  zrcalom tvori "glavo grafoskopa". Pri presevnem   grafoskopu, je glava preko mehanizma za fokusiranje nameščena na drog, po katerem se lahko giblje. Drog, pa je pritrjen na ohišje grafoskopa.
Velikost slike grafoskopa je odvisna od gorišćne razdalje (fokusa) objektiva in od projekcijske razdalje, to je razdalja od optične osi grafoskopa do zaslona. 
Običajne goriščne razdalje objektivov pri gafoskopih so med 260 in 330 mm. Trije  navbolj pogosto uporabljeni  tipi objektivov so: enolečni, trolečni in vario objektiv.

#### Enolečni objektiv
Enolečni objektiv je ena leča. Ima dobro svetlobno prepustnost, a relativno slabo ločljivost. Sliko fokusiramo s spreminjanjem razdalje med objektivom in objektnim steklom. To dosežemo premikanem glave po drogu, s pomočjo fokus mehanizma. 

#### Trolečni objektiv
Trolečni objektiv je sestavljen iz treh leč in daje precej ostro sliko. Dobro prepustnost se doseže naparevanjem leč z antirefleksnimi pokritji. Sliko se fokusira enako kot pri enolečnem objektivu, spreminjanjem razdalje med objektivom in objektnim steklom.

#### Trolečni vario objektiv
Trolečni vario objektiv je sestavljen iz treh leč. Ena leča je fiksna drugi dve se skupaj gibljeta. Ima srednje ostro sliko. Leče je potrebno napariti za dobro propustnost. Sliko se fokusira premikanjem
gibljivih leč, oziroma spreminjanjem goriščne razdalje objektiva. Glava z vario objektivom je fiksna na drogu oziroma stebru grafosfopa. 

### Odbojno zrcalo
Odbojno zrcalo je površinsko zrcalo naparjeno z izboljšanim aluminiziranim pokritjem. Svetlobni snop ki prihaja iz objektiva, odbojno zrcalo preusmeri na zaslon. Na ta način se vidi slika na zaslonu.
Odbojno zrcalo ima možnost različnega nagiba in s tem tudi različno nastavitev višine slike na zaslonu. 

### Napajalnik
Napajanje žarnic v grafoskopu, za kar potrebujeno električni tok niske napetosti, je izvedeno preko klasičnih ali elektronskih transformatorjev. Klasični trasformatorji zaradi svoje teže in velikosti, niso najbolj primerni za prenosne grafoskope. Za prenosne grafoskope in grafoskope s tekočekristalnim prikazovalnikom uporabljamo večinoma elektronske napajalnike. 

### Ventilator
Žarnica v grafoskopu oddaja veliko količino toplote in ker vsi elementi v njeni okolici nebi prenesli tako visoke temperature jih je potrebno ohlajati. V ohišje grafoskopa kamor je vgrajen še osvetlitveni sistem  (žarnica s potrebno napelavo,sferično zrcalo in kondenzor), ter fresnalova leča in napajalnik, je vgrajen tudi ventilator. Uporabljajo se različni ventilatorji, tako tangencialni kot aksialni, pa za istosmerni ali izmenični tok. Poleg primernega hlajenja imajo tudi tiho delovanje in minimalne vibracije.

### Mehanizem za odpravo barvne napake
Mehanizem za odpravo barvne napake omogoča gibanje osvetlitvenega sistema v smeri optične osi.Oziroma omogoča nastavitev razdalje, med žarnico in fresnelovo lečo. Ta nastavitev je potrebna pri presevnem grafoskopu, ki ima vgrajen objektiv s fiksnim fokusom, za dosego večjega območja velikosti slik (od min ~ 0,8m do max ~ 5m). Brez te korekcije bi slika v določenih območjih bila obarvana plavo ali rjavo, odvisno od velikosti slike in območja objektiva. KO objektv s fiksnim fokusom ni v predpisanem območju, da obarvano sliko. Velikost slike je odvisna od objektiva in njegove odaljenosti od zaslona. Večja odaljenost od zaslona, večja slika na zaslonu, večja razdalja med žarnico in fresnelovo lečo in obratno za manjše slike. Plavo obarvana slika na zaslonu, pomeni premajhno razdaljo med žarnico in fresnelovo lečo. Pri rjavo obarvani sliki je ta razdalja prevelika. Taki grafoskop, pa brez mehanizma za odpravo barve, ima v naprej določeno  manjše območje velikosti slik (najbolj pogosto 1,5m - 2,5m).
Za grafoskop z vario objektivom se ta mehanizem ne potrebuje.

### Fokus mehanizem
Fokus mehanizem omogoča gibanje objektiva v smeri optične osi gafoskopa. Na ta način pripeljemo objektiv na pravo razdaljo od objektnega stekla in fokusiramo oziroma izostrimo sliko.